# Steve Andreas
Steve Andreas, geboren als John O. Stevens (* 14. November 1935; † 7. September 2018), war ein US-amerikanischer Psychologe und Gestalttherapeut.

## Leben
Steve Andreas und seine Frau Connirae Andreas gehören zu wichtigen Weiterentwicklern des Neuro-Linguistischen Programmierens (NLP). Der Verfasser zahlreicher Bücher und Fachartikel lebte in Boulder im US-Staat Colorado. 1967 gründete er den Verlag Real People Press; ursprünglich, um ein Buch seiner Mutter Barry Stevens und von Carl Rogers herauszugeben.

## Werke
- Mit Herz und Verstand. Junfermann Verlag, Paderborn, 4. Auflage 2004. ISBN 978-3-87387-065-9.
- Transformation des Selbst. Junfermann Verlag, Paderborn, 1. Auflage 2004. ISBN 978-3-87387-544-9.
- Virginia Satir. Muster ihres Zaubers. Junfermann Verlag, Paderborn, 1. Auflage 1994. ISBN 978-3-87387-094-9.
- Praxiskurs NLP. Junfermann Verlag, Paderborn, 6. Auflage 2006. ISBN 978-3-87387-335-3.